# 雲加區
16°11′42″S 70°40′41″W / 16.1951°S 70.6780°W
雲加區（西班牙語：Distrito de Yunga），是秘魯的一個區，位於該國南部莫克瓜大區的桑切斯將軍山省，始建於1965年3月19日，面積110.7平方公里，海拔高度3,571米，2005年人口1,352，人口密度每平方公里12人。